# Felipillo
Felipillo (ou Philippe) est un interprète indigène natif de Tallán qui a accompagné Francisco Pizarro et Diego d'Almagro lors des diverses expéditions lors de la Conquête espagnole du Pérou. Son vrai nom est inconnu. 
Dans les années 1550, est né un courant historiographique qui a accusé Felipillo de la mort d'Atahualpa, le dernier empereur inca.

## Biographie
Né vers 1510, Il est originaire de l'île Puná, dans le golfe de Guayaquil, Les chroniqueurs Felipe Guamán Poma de Ayala et Buenaventura de Salinas y Córdoba coïncident en soulignant qu'il faisait partie du peuple Huancavilca, tandis que Garcilaso de la Vega affirme qu'il était originaire de l'île de Puna et Agustín de Zárate soutient plutôt qu'il est né à Poechos.
Felipillo a appris le quechua (langue de l'Empire Inca) comme deuxième langue. Capturé à Tumbes en 1527, lors de la deuxième expédition de Pizarro, il a appris l'espagnol basique des soldats de celui-ci, qui l'a plus tard emmené à Panama avec lui.
En 1528, il voyage en Espagne "parce qu'il était drôle, il savait gagner la volonté de tout ce qu'il communiquait et était les mains et les pieds au service de son maître" comme l'a déclaré Gonzalo Fernández de Oviedo.
C'est lors de la principale expédition de Pizarro, celle qui a abouti à la destruction de l'Empire Inca en 1532, que Felipillo a servi au Pérou comme interprète, notamment avec Atahualpa lui-même lors de la fameuse rencontre de Cajamarca. Les historiens se rejoignent en ce que l'interprétation fournie par Felipillo, loin d'être fidèle ou même utile aux Espagnols, contribua davantage à envenimer les relations entre les conquistadores et les partisans d'Atahualpa.
En effet, Felipillo appartenait à une tribu rivale et avait une aventure avec l'une des concubines d'Atahualpa : il aurait délibérément traduit les messages de Pizarro de manière imprécise au roi inca Atahualpa. Il lui serait même arrivé de parler dans des termes défavorables de la doctrine catholique, la Bible, et exclusivement dans le sens d'une présence espagnole sur Terre.
Au cours d'un autre incident, tandis que Felipillo accompagnait Almagro durant son expédition dans l'actuel Chili, il a communiqué en secret aux indigènes que les Espagnols voulaient seulement leur or, en leur suggérant de les attaquer et de fuir. Certains mentionnent qu'une fois informé des motifs de la trahison de Felipillo et de sa confession sur le malentendu du message de Pizarro à Atahualpa, Almagro aurait ordonné ses soldats de le capturer et de le faire écarteler par des chevaux.